# Evelina Eriksson
Evelina Eriksson (født 20. august 1996 i Österhaninge) er en svensk håndboldspiller, der spiller for rumænske CSM București og Sveriges kvindehåndboldlandshold. Hun kom til storklubben i 2022. Hun har tidligere optrådt for bl.a. norske Vipers Kristiansand, Skuru IK og Spårvägens IF. Hun debuterede på det svenske A-landshold i 2020, og blev ved den lejlighed udtaget til EM i Danmark 2020. Hun blev dog efterfølgende skrevet ud af EM-truppen.
Hun har desuden været med til at vinde EHF Champions League i 2020/2021 og 2021/2022.